# Бисјер Диноаз
Бисјер Диноаз (фр. Bussière-Dunoise) насеље је и општина у централној Француској у региону Лимузен, у департману Крез која припада префектури Гере.
По подацима из 2011. године у општини је живело 1.057 становника, а густина насељености је износила 25,7 становника/km². Општина се простире на површини од 41,13 km². Налази се на средњој надморској висини од 415 метара (максималној 615 m, а минималној 324 m).

## Демографија
| 1962. | 1968. | 1975. | 1982. | 1990. | 1999. | 2011. |
| ----- | ----- | ----- | ----- | ----- | ----- | ----- |
| 1.306 | 1.470 | 1.329 | 1.247 | 1.139 | 1.098 | 1.057 |

График промене броја становника у току последњих година